# Topple Tower
Topple Tower ist ein Fahrgeschäft des Bremer Fahrgeschäfteherstellers HUSS Rides, welches aus einem kippbaren Turm besteht, an dem sich die Gondel mit den 40 Passagieren hochschraubt. Im Unterschied zum Gyro-Tower neigt sich der Topple Tower mehrmals bis zu 60 Grad, wenn die Gondel die Spitze des Topple Towers erreicht hat. Dabei zeigt der Schnabel der als Vogelkopf gestalteten Turmspitze immer in Richtung Boden, um so dem umstehenden Publikum besonders nah zu sein.
Die ersten Topple Tower wurden 2005 im Bellewaerde Park (Belgien), Walibi Lorraine (heute Walygator Park) in Frankreich und im Mysterious Island, Teil des Zhuhai Ocean Resort, China in Betrieb genommen.

## Bestehende Anlagen
| Name             | Freizeitpark      | Land       | Eröffnet | Schließung | Anmerkung                                                                                              |
| ---------------- | ----------------- | ---------- | -------- | ---------- | --- |
| El Volador       | Bellewaerde Park  | Belgien    | 2005     |            | |
| Tang'Or          | Walygator Parc    | Frankreich | 2005     | 2012       | 2013: alle Reparaturversuche blieben ohne Erfolg. 2014: demontiert; 2015: an den Dragon Park verkauft. |
| Ørnen            | Djurs Sommerland  | Dänemark   | 2006     | 2018       | |
| Timber Tower     | Dollywood         | USA        | 2006     | 2012       | |
| Adventure Jungle | Mysterious Island | China      | 2007     |            | |
| Topple Tower     | Marineland        | Kanada     | 2007     | 2012       | |
| Topple Tower     | Dragon Park       | Vietnam    | 2017     |            | 2015: vom Walygator Parc aus Frankreich erworben.                                                      |

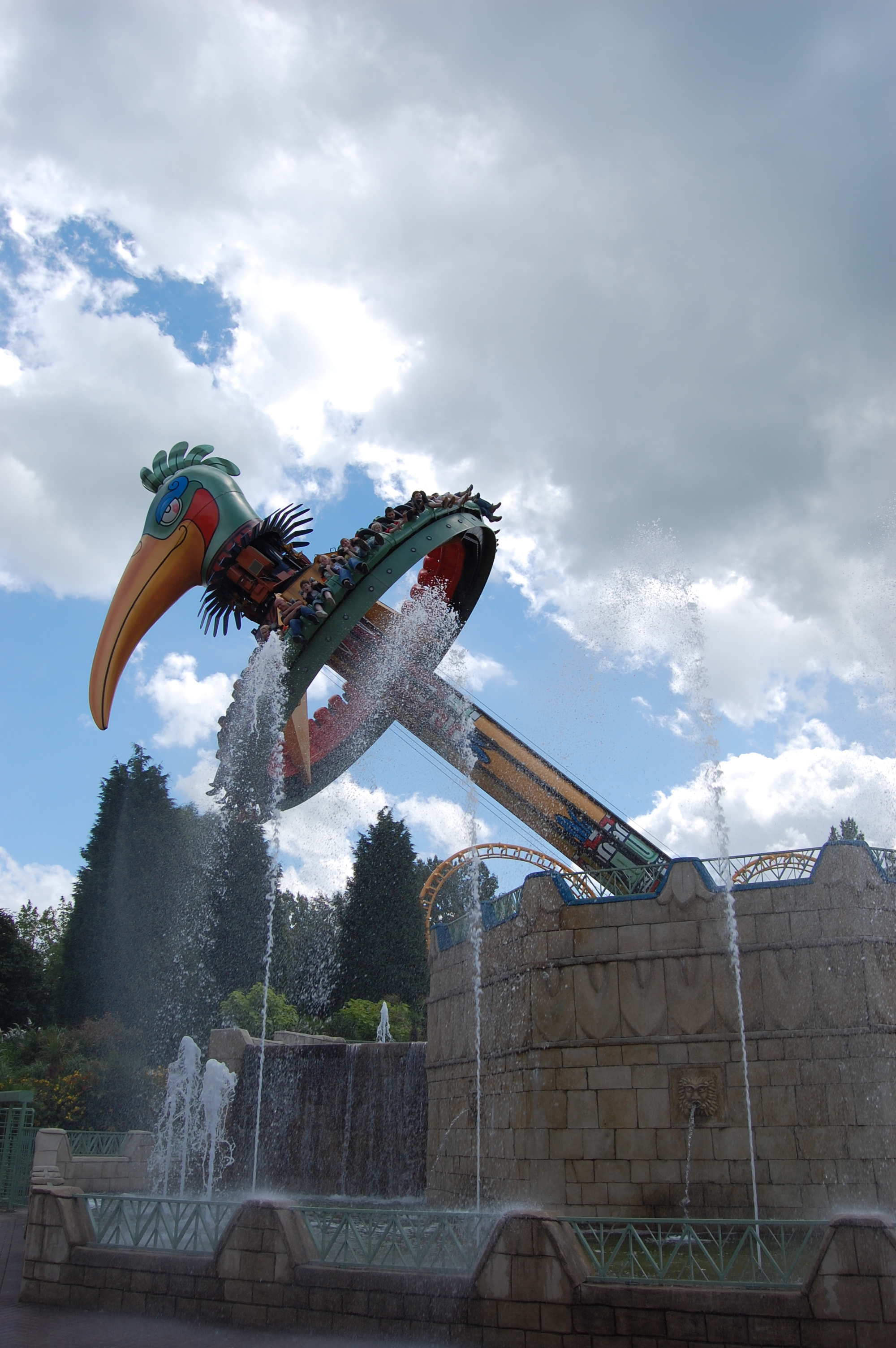
El Volador, Bellewaerde
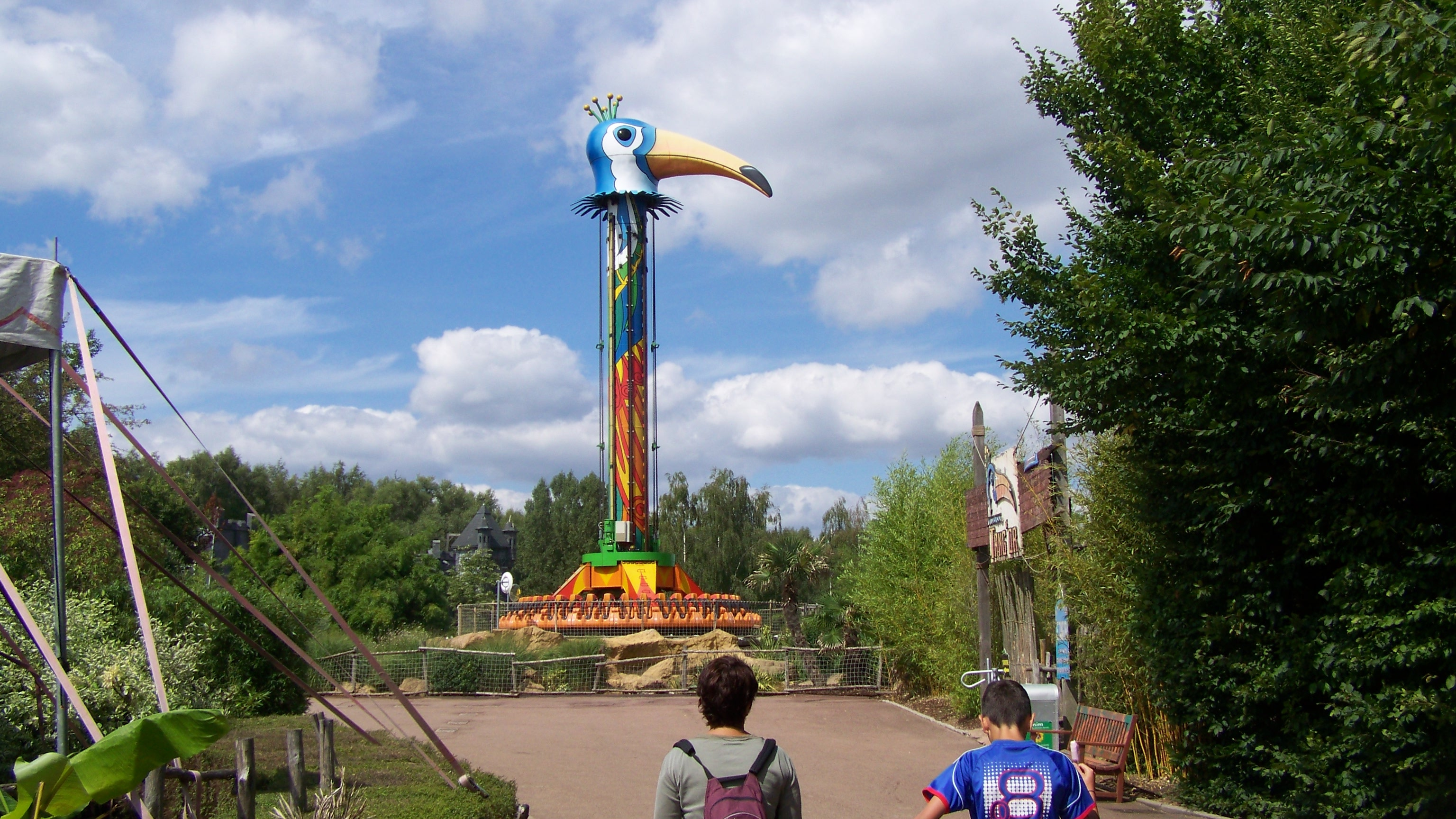
Tang'Or, Walygator Parc
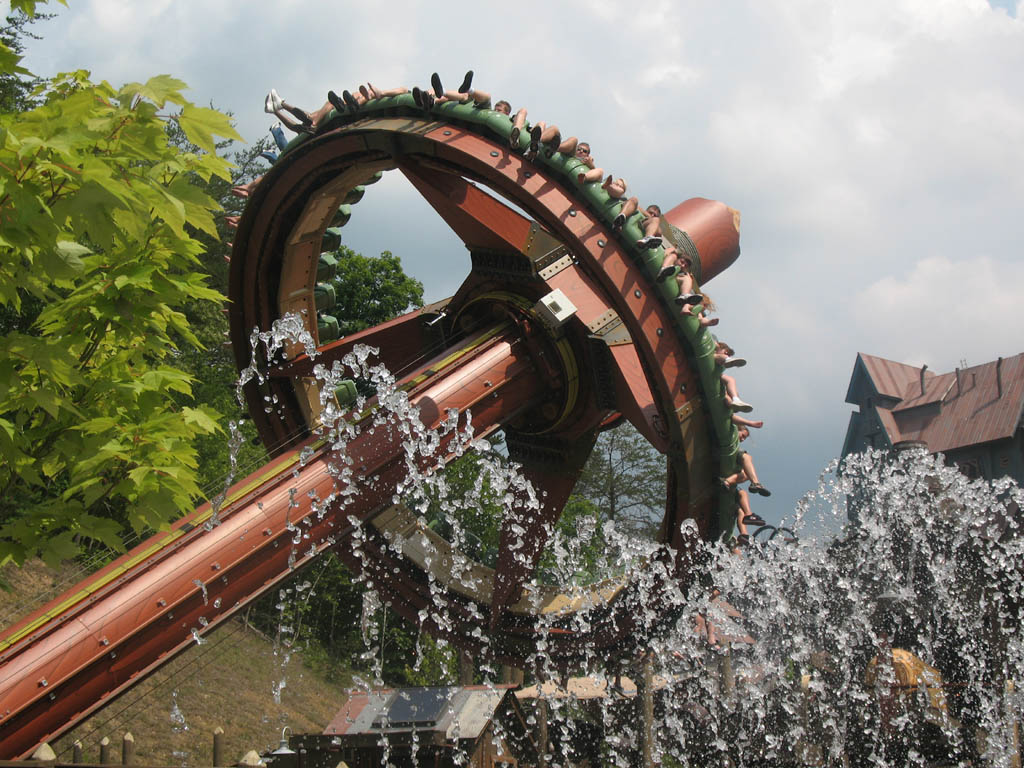
Timber Tower, Dollywood

## Hersteller
- Huss Rides